# Kerivoula africana
Kerivoula africana es una especie de murciélago de la familia Vespertilionidae.

## Distribución geográfica
Es endémica de Tanzania.